# Cecilia Dazzi
Cecilia Dazzi (Roma, 17 de octubre de 1969) es una actriz y personalidad televisiva italiana.

## Carrera
Nacida en Roma, es la hija del productor de cine Tommaso Dazzi. Hizo su debut en el cine en 1987 en la película de Ettore Scola La famiglia. Después de desempeñarse como asistente del director Carmelo Bene, en 1989 se mudó a Nueva York para tomar cursos de actuación con Herbert Bergof. Su reconocimiento llegó tras su destacada actuación en la serie de televisión I ragazzi del muretto. En 1999 ganó el premio David di Donatello en la categoría Mejor Actriz de Reparto por su actuación en la película de Cristina Comencini, Matrimoni. En 2002 ganó el premio Flaiano por su actuación en I Am Emma. Dazzi también es compositora, y ha escrito algunas canciones para el músico de pop Niccolò Fabi.